# Графство Баден
Графството Баден (на немски: Grafschaft Baden) е от 1415 до 1798 г. общинско господство (Gemeine Herrschaft), васал на „Швейцарския съюз“ (Alte [Schweizerische] Eidgenossenschaft), с когото през 1648 г. излиза от Свещената Римска империя. Намира се в североизточната част на днешния кантон Ааргау в Швейцария.

## История
Първите владетели на Баден са графовете фон Ленцбург. От 1173 г. Баден е управляван от графовете фон Кибург, от 1264 г. от графовете фон Хабсбург. Намира се в триъгълника между Рейн и Ройс и е управлявано от хабсбургски фогт от замък Щайн в Баден. През 1415 г. територията получава името „Графство Баден“.
На 19 март 1798 г. френската войска навлиза в графството и на 11 април се образува кантон Баден на Хелветската република. След пет години кантон Баден влиза в кантон Ааргау.

- Швейцарският съюз, 18 век
- Фогт-дворецът в Баден, Швейцария